# Lucho Córdoba
Lucho Córdoba, nombre artístico de Luis Alberto Garreaud de Mainvilliers Fernández (Lima, Perú, 26 de julio de 1902-Santiago, Chile, 14 de abril de 1981), fue un actor de cine y teatro, director teatral y dramaturgo peruano-chileno.

## Biografía

### Primeros años
Nació en Lima el 26 de julio de 1902. Hijo de un diplomático francés, Emilio Garreaud de Mainvilliers Leblanc, y de una actriz chilena, Delia ''Leila'' Fernández, casada en segundas nupcias con el anterior. 
Su madre se separó de su marido a los pocos meses del nacimiento de Luis y retornó a Chile, donde Luis hizo sus estudios primarios en la escuela pública y dio sus primeros pasos en las tablas de la mano de su madre, que actuaba en la compañía del valenciano Pepe Vila.

### Estudios
Tras la muerte de su madre, ingresó a estudiar al Instituto Comercial de Valparaíso, donde se tituló como contador auditor. Regresó a Santiago para trabajar en la Compañía de Tracción Eléctrica. 

## Carrera artística
Su vocación teatral era más fuerte que la seguridad de su empleo, así que, apenas transcurrido un año, en 1922 abandonó el trabajo y se incorporó a la compañía de Arsenio Perdiguero, con la cual inició una larga gira, durante la cual se dio a conocer con el nombre que luego le haría famoso, Lucho Córdoba.
En 1928 marchó a Buenos Aires, donde fue contratado por la compañía de Esteban Serrador; luego pasó a la de Leoncio Aguirrebeña y, posteriormente, a la de Alejandro Flores Pinaud, donde conoció a una actriz española, de nombre María del Olvido Leguía Maritorena, con la que formó su propia compañía y luego contajo matrimonio.
Fue una unión feliz tanto en el plano personal como en el teatral, buena prueba de lo cual es que se mantuvo durante más de cuarenta años. Poco después de su matrimonio, la pareja tomó la decisión de dedicarse al teatro cómico, se instaló en un teatro de Santiago y empezó a poner en escena sus obras con considerable éxito entre el público chileno.
En 1937, Lucho comenzó a escribir sus propias comedias, basadas en temas cotidianos, cercanos a las gentes, que trató siempre con un humor blanco. Se reveló como un prolífico autor, pues a la primera de estas obras, Más sabe el diablo por viejo que por diablo, siguieron otras setenta, consideradas en muchas ocasiones por la crítica obras clásicas del género, caso de, por ejemplo, A mí me lo contaron. Trabajó junto al actor y músico chileno Chito Faró, y otros actores, como Américo Vargas, Eugenio Retes y Rafael Frontaura.
En 1939 la compañía Córdoba-Leguía alquiló el Teatro Imperio; durante los dieciocho años que representaron allí cosecharon sus mayores triunfos y realizaron numerosas giras por provincias con su compañía, además de lo cual el genial actor hizo varias incursiones en el cine con películas como Un hombre de la calle, El Padre Pitillo, La mano del muertito o Chófer de taxi, y sacó tiempo para participar en programas de radio. Fue guionista de los largometrajes Un hombre de la calle (1942), Tonto pillo y La mano del muertito (ambas de 1948). 
En 1941 Pedro de la Barra fundó un teatro experimental para el que solicitó la ayuda de Lucho en vestuarios, decorados e incluso su sala del Teatro Imperial. La primera obra que montaron fue La guarda cuidadosa, de Cervantes, que se estrenó ese año y que puso los cimientos del futuro Teatro Experimental de la Universidad de Chile. En 1947 Lucho Córdoba presentó El avaro, de Molière, obra con la que fue largamente elogiado, y a la que siguieron Harvey, que había tenido una previa versión cinematográfica, y Blum, de Disciépolo, considerada por muchos la obra cumbre de la carrera del actor.
Para cuando se retiró de las tablas, Lucho Córdoba había participado en más de mil seiscientas obras, pero todos estos años de trabajo pasaron inevitablemente su factura; al final Córdoba actuaba con la voz desgastada, lo que no le impidió continuar trabajando. 
Un año antes de su muerte todavía puso en escena Hotel Paradis, de Feydeau, y al poco comenzó el montaje de Lisístrata, de Aristófanes. Su precario estado de salud le obligó a abandonar los ensayos de esta última obra poco tiempo después. A su muerte, acaecida un 14 de abril de 1981, había sido condecorado con la Orden de Isabel la Católica (1976).

## Vida personal
Contrajo matrimonio con la actriz española María del Olvido Leguía Maritorena, con quien tuvo su único hijo;  Luis Ángel Julio Garreaud Leguía.

## Películas
Lucho Córdoba participó en once largometrajes:
- 1942 Un hombre de la calle
- 1944 Hoy comienza mi vida
- 1945 Un hombre cayó al río
- 1946 Memorias de un chofer de taxi
- 1946 El Padre Pitillo
- 1947 El último guapo
- 1948 Tonto pillo
- 1948 La mano del muertito
- 1968 Tierra quemada
- 1969 Sonrisas de Chile
- 1971 El afuerino
- 1971 Estado de sitio

## Reconocimientos
- Orden de Isabel la Católica (1976).